# Hurko
Hurko (w latach 1977–1981 Graniczne) – wieś w Polsce położona w województwie podkarpackim, w powiecie przemyskim, w gminie Medyka.
W latach 1975–1998 miejscowość administracyjnie należała do województwa przemyskiego.
Hurko położone jest na wschód od Przemyśla, w zakolu rzeki San.

## Części wsi
| SIMC    | Nazwa     | Rodzaj     |
| ------- | --------- | ---------- |
| 0606547 | Łapajówka | przysiółek |

## Historia

### Wczesne osadnictwo
Osadnictwo na tym terenie istniało już prawdopodobnie w okresie paleolitu (ok. 30 000 lat p.n.e.). Prace archeologiczne dostarczyły wielu materiałów w postaci popielnic i przedmiotów z krzemienia oraz brązu. Z późniejszych epok pochodzą takie znaleziska jak siekiery, topory, groty strzał i oszczepów.
W epoce brązu (1800–700 lat p.n.e.) Dolina Sanu zasiedlona była przez ludy kultury łużyckiej, prowadzące osiadły tryb życia. Charakterystyczny dla tej kultury jest obrządek całopalenia i grzebania prochów w glinianych urnach – popielnicach.
Okres lateński epoki żelaza (ok. 400–300 lat p.n.e.) zaznaczył się przebywaniem na obszarze powiatu przemyskiego Celtów. Świadczą o tym znalezione monety celtyckie (tetradrachma celtycka imitująca monetę Filipa II Macedońskiego).
Na początku ery na ziemiach nadsańskich kwitło osadnictwo związane z tzw. kulturą przeworską. Tereny te będące pod wpływem prowincjonalnej kultury rzymskiej znalazły się w przedmiocie zainteresowań kupców z Imperium rzymskiego, co spowodowało znaczne ożywienie handlu. Najazdy Hunów, które zapoczątkowały okres wędrówek ludów IV–VI w n.e., przyczyniły się do upadku kultury przeworskiej. Nie pociągnęło to jednak za sobą przerwy w osadnictwie na ziemiach powiatu przemyskiego.
Na uwagę zasługują szczątki kopalne drzew występujących w terasie sprzed ok. 600 lat n.e., tj. z okresu młodoholoceńskiego. Największa tego typu odkrywka istnieje na lewym brzegu Sanu, w pobliżu Hurka. Na skutek wymywania dolnych warstw gleb, wyzierają kilkucentymetrowej średnicy pnie dębu, wiązu, topoli, buku, brzozy i jodły. We wczesnym średniowieczu, czyli w VII–IX w., na tym obszarze powstały liczne grody, m.in. Przemyśl. Ziemia przemyska stanowiła wówczas ośrodek terytorialny plemienia Chorwatów, którego ludność utrzymywała łączność z krajem Wiślan, państwem wielkomorawskim na południu i ludnością skupioną wokół grodu Czerwień na wschodzie. Między XI a XIII w. tereny ziemi przemyskiej wchodziły w skład powstałej nad Dnieprem Rusi, która po śmierci Jarosława Mądrego w 1054 r. rozpadła się na szereg księstw. Książęta ruscy prowadzili akcję kolonizacyjną, sprowadzając w dorzecze Sanu ludność ruską, natomiast rdzennych mieszkańców tych ziem uprowadzano daleko na wschód. Tak więc tereny dzisiejszego Hurka zasiedlone były w znacznej mierze tą społecznością.

### Nowożytność
W roku 1648 pod hureckie błonia nadciągnęła wielotysięczna rzesza szlachty halickiej, leżajskiej, mościckiej, kołomyjskiej i przemyskiej, by tu odbyć tradycyjny „regestr” szlachty na okazowanie. Rok później szlachta przemyska i przeworska zebrała się tu na pospolite ruszenie. W XV, XVI i XVII wieku w mieszkańcy Hurka byli rabowani przez Tatarów, Turków i Wołochów. Hordy te zalegały obozami na błoniach, by stąd dokonywać dalszych wypadów. Na początku XVII w. głośno było o Hurku także z innego powodu – walk chłopskich z wyzyskiem feudalnym.
Tak jak nieznana jest data powstania wsi, tak samo nie wiadomo kiedy powstała pierwsza świątynia. Pierwsza wzmianka o istnieniu cerkwi pochodzi ze spisu podatkowego z 1510 r. Była to cerkiew pod wezwaniem Opieki Matki Bożej. W XVIII wieku funkcjonowała inna nazwa miejscowości – Hurko Wielkie, przy którym powstał przysiółek, a później oddzielna wieś Hureczko, zwana wówczas Hurko Małe. Istniejąca tam do lat 60. drewniana cerkiew pod wezwaniem Podwyższenia Krzyża Świętego została zbudowana w 1716 r. W połowie XVII wieku po Dunikowskich Hurko stało się własnością rodu Charczewskich herbu Cholewa. Charczewscy, dziedzice Hurka, piastowali także zaszczytne funkcje m.in. wójtów czy kasztelanów przemyskich.
W drugiej połowie XVII w. w otoczenie ówczesnego, drewnianego dworu wkomponowano symetryczne ogrody. Dwór i park sąsiadował z błoniami i bardzo bliskim korytem Sanu. Do tego uroczego miejsca ówczesna gospodyni dworu Franciszka Jezierska-Charczewska zapraszała poetę Ignacego Krasickiego. Również sama wieś musiała być piękna, gdyż w 1826 greckokatolicki ksiądz Jan Łoziński nie chciał przenieść się na nową parafię do Medyki. W Hureczku również funkcjonował drewniany dwór z parkiem – pozostałością lasu lipowego. Po rodzinie Charczewskich właścicielami Hurka zostali Skarbek – Borowscy. W połowie XIX wieku w miejsce drewnianego dworu wybudowali nowy, murowany istniejący do dzisiaj. W 1865 wybudowano także nową drewnianą cerkiew.
W końcu XIX wieku rozpoczęto także budowę pierścienia fortów wokół Przemyśla. Fort nr XIV wybudowano na wschodnim krańcu Hurka. Miał on za zadanie bronić Bramy Przemyskiej od wschodu między Sanem a wzgórzami medyckimi.
Na początku XX w. w Hurku mieszkało 685 grekokatolików i 49 rzymskich katolików. Pierwszy kościół rzymskokatolicki zbudowała w 1908 r. Jadwiga Skarbek-Borowska, dziedziczka Hurka, która na ten cel przeznaczyła pieniądze ze sprzedaży precjozów, otrzymanych od męża w prezencie ślubnym (m.in. brylantowe kolczyki). Stał się on kościołem filialnym parafii Medyka. Z inicjatywy Towarzystwa Rzymskokatolickich Kapłanów Diecezji Przemyskiej, wybudowano także ochronkę dla dzieci.
W 1908 r. powstała nowa murowana plebania. Przed I wojną światową w Hurku działała czteroklasowa szkoła z ukraińskim językiem wykładowym. Uczęszczało do niej 97 grekokatolików, 10 rzymskich katolików i 3 żydów. Działały dwie czytelnie: czytelnia im. Kaczkowskiego i czytelnia „Proswity” oraz towarzystwo gimnastyczne „Sokół”. Przy cerkwi istniały bractwa religijne: „Św. Jana Chrzciciela” i „Trzeźwość”.

### I wojna światowa
Po wybuchu I wojny światowej ludność Hurka została ewakuowana do Dynowa i Drohobyczki, gdyż Hurko znajdowało się w obrębie austriackiej Twierdzy Przemyśl. Hurko, dzięki pielgrzymce hrabiny Borowskiej do Watykanu, otrzymało certyfikat z błogosławieństwem papieża Piusa X. W miejscowości okopane były trzy ciężkie działa armatnie. Ich działobitnie są widoczne do dziś.
Zdobytą przez Rosjan w dniu 3 czerwca 1915 Twierdzę Przemyśl zwiedzał car Rosji Mikołaj II wraz ze swym sztabem. Do niewoli Rosjanie wzięli 9 generałów, 2500 wyższych oficerów i 117000 żołnierzy, wśród których byli także mieszkańcy Hurka, wciągnięci do austriackiej armii. Dwóm śmiałkom udało się zbiec (byli to Kazimierz Rusinowski oraz Stefan Lichy), otrzymali oni Krzyże Virtuti Militari.
Pod koniec tego samego roku hrabia Borowski sprzedał resztki swojego majątku hrabiemu Jełowickiemu. Dla swoich celów wojsko austro-niemieckie rozpoczęło konfiskatę żywności oraz metali kolorowych. Odbywało się to często przy użyciu siły. Dodatkowo tereny Hurka ogarnęła epidemia cholery, która przerzedziła i tak już zdziesiątkowaną ludność. W czasie I wojny światowej na błoniach Hurka funkcjonowało lotnisko należące do Twierdzy Przemyśl. Podczas działań wojennych uszkodzeniu uległy cerkwie zarówno w Hurku, jak i w Hureczku. Odremontowano je w pełni w 1925 r.

### Dwudziestolecie międzywojenne
Po wojnie przystąpiono do odbudowy kompletnie zniszczonej wsi. Brakowało wszystkiego i sytuacja była tragiczna. W 1928 r. hrabia Jełowicki sprzedał majątek. Dwór z ogrodami i parkiem kupił zakon o. Saletynów. W początkowej fazie mieszkało tu trzech mnichów. Teren parku i ogrodu otoczono nowym, betonowym murem. Ochronkę obsługiwały siostry z zakonu Służebniczek. W dwuklasowej szkole uczyły dwie nauczycielki, w szkole funkcjonowała biblioteka. Po I wojnie światowej powstał także nowy przysiółek Hurka – Łapajówka. W 1931 w klasztorze o. Saletynów znajdowało się dwóch ojców zakonnych i 18 braci. Zakonnicy wzięli pod opiekę rzymskokatolicki kościółek. Przy cerkwi działały bractwa „Apostolstwa Modlitwy” i bractwo „Świeczkowe”. W 1931 rozpoczęto budowę domu brackiego. Hurko w 1936 liczyło 756 mieszkańców, Hureczko 603, a Łapajówka 68. Zbudowano wówczas nową, murowaną szkołę.

### II wojna światowa
W roku 1939 w Hurku rozpoczęła się mobilizacja. Wojsko konfiskowało najdorodniejsze konie. Na placu pod cerkwią stacjonowała kawaleria Wojska Polskiego. Wkrótce do Hurka wkroczyło wojsko niemieckie i zaczęła się okupacja. Po podpisaniu paktu Ribbentrop – Mołotow, miejscowość opanowali bolszewicy. Na Sanie utworzono granicę sowiecko-niemiecką. Sowieci zaczęli urządzać w Hurku mitingi szkoleniowe dla mieszkańców, w których przekonywano ludzi do świetlanej przyszłości komunizmu. Żydzi, którzy bali się Niemców, starali się przepłynąć San i przedostać się na tereny sowieckie. W przeprawach czynnie pomagała ludność Hurka, zarówno ta pochodzenia polskiego, jak i ukraińskiego.
Na wiosnę 1940 nastąpiła ponowna ewakuacja Hurka, z tą różnicą, że ludność nie miała tu nigdy powrócić. Mieszkańcy zostali ewakuowani do poniemieckiej kolonii Brygidan koło Stryja. Była to wieś, z której Rosjanie na podstawie porozumienia ze stroną niemiecką przesiedlili ludność do Niemiec. Ludność Hurka nie była w stanie zabrać całego dobytku, gdyż podstawiono zbyt mało wagonów. W roku 1941 ludność zaczęła powracać do kompletnie zniszczonej miejscowości. Żołnierze Wojska Polskiego walczący w Kampanii Wrześniowej z 1939 polegli w okolicach Hurka zostali pochowani w zbiorowych mogiłach na miejscowym cmentarzu.

## Nazwa

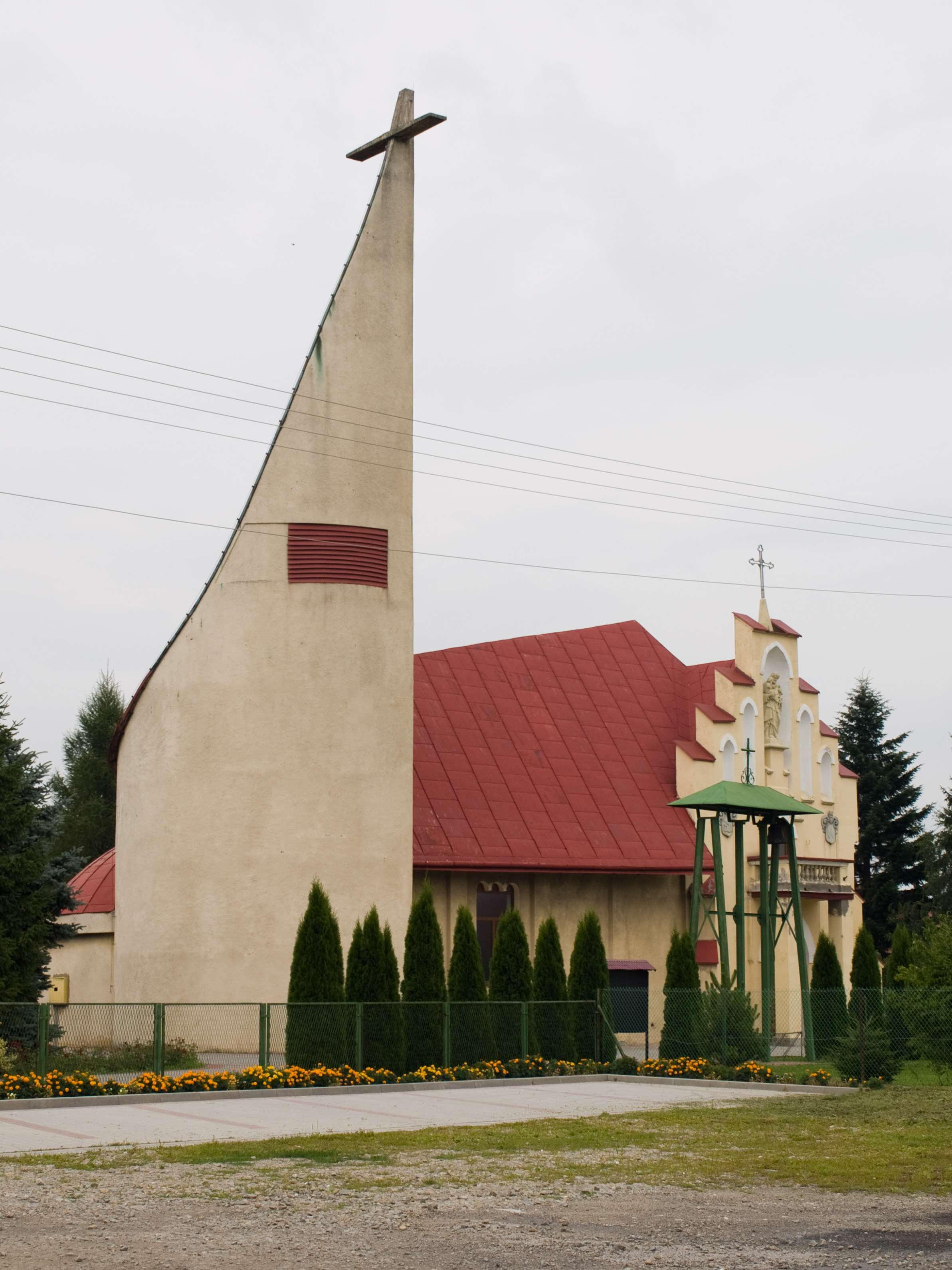
Kościół parafialny pw. św. Jadwigi Śląskiej

Data powstania Hurka nie jest znana. Wiadomo jednak, że miejscowość istniała już od XIV w. jako siedziba szlachecka. Historycy uważają, że Hurko zostało założone przez Kniazów Hurkonów.
Kwestię sporną stanowi określenie genezy nazwy miejscowości. Jedni uważają, że nazwa pochodzi od wymienionych wyżej założycieli. Inni twierdzą natomiast, że zakola Sanu tworzyły wyniosłości i pagórki, zwane po ukraińsku „horkami”, na których budowano chaty, co dało podstawy do nazwania wsi Hurko. Są również tacy autorzy, którzy przytaczają inne nazwy miejscowości: Orsko czy Orzek. Były to prawdopodobnie nazwy stosowane w XVI i XVII w. W spisach studentów na Uniwersytecie w Heidburgu odnaleziono dwóch Dunikowskich, synów ówczesnego właściciela Hurka, przy których w rubryce miejsce zamieszkania widniała nazwa Orsko (1603 r.). Również na Uniwersytecie Jagiellońskim w Krakowie studiowali Dunikowscy z Hurka (Orska). Byli to Franciszek oraz Jakub. Wysyłanie synów przez właścicieli Hurka na studia, zwłaszcza do Niemiec, zaowocowało zaangażowaniem się młodych szlachciców w ruchy reformatorskie. Do rozpowszechnienia się ruchu braci polskich na ziemi przemyskiej przyczynił się między innymi Marcin z Hurka.

## Urodzeni w Hurku
- Kazimierz Dańczak – żołnierz AK, nauczyciel, podporucznik
- Josyp Łozynśkyj – ukraiński językoznawca, etnograf, publicysta, teolog